# Josef Holzer (Politiker)

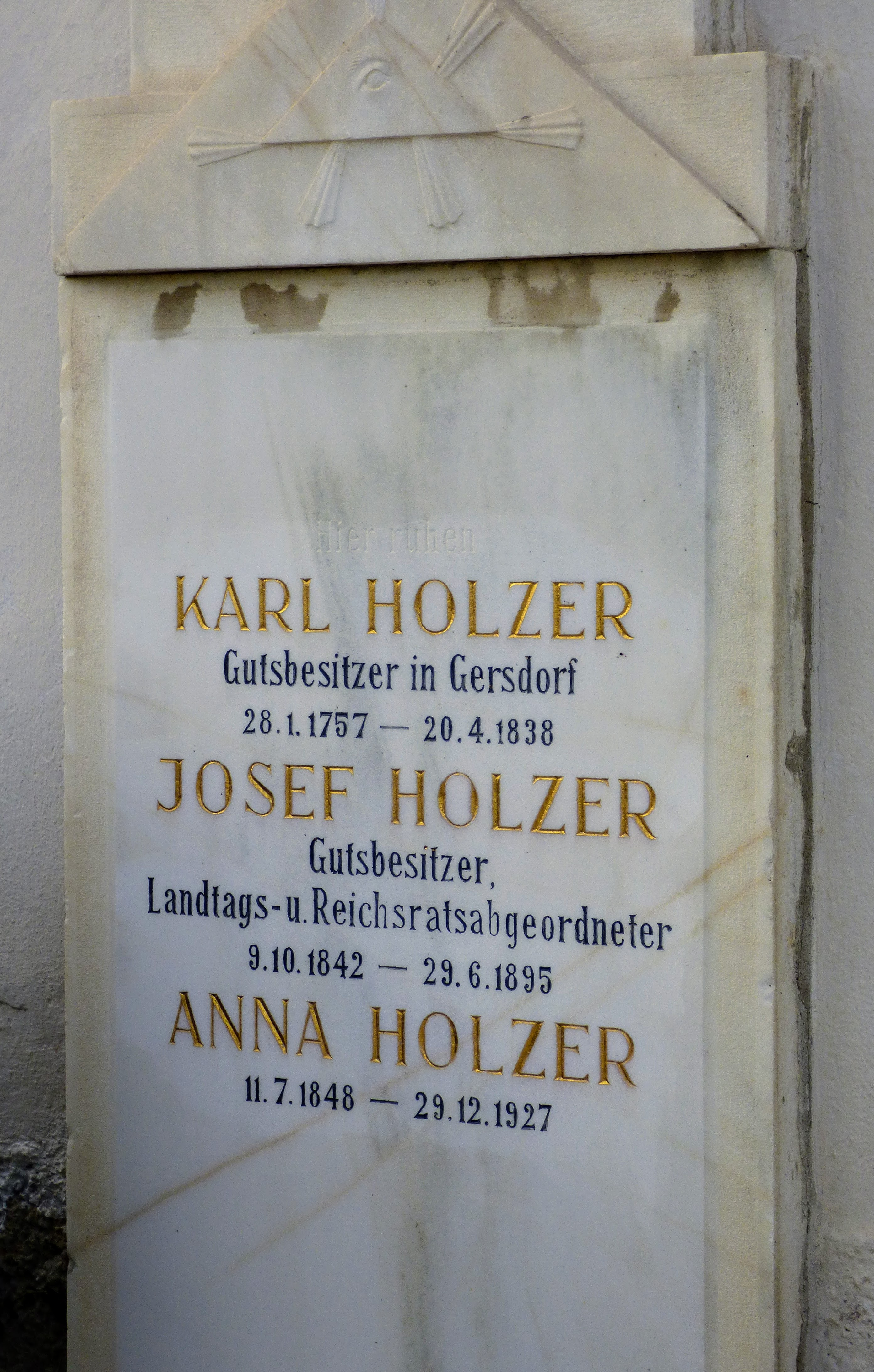
Grabstein Josef Holzer, Pörtschach am Berg

Josef Holzer (* 9. Oktober 1842 in Gersdorf, Kärnten; † 29. Juni 1895 ebenda) war Abgeordneter zum Österreichischen Abgeordnetenhaus.

## Leben
Josef Holzer war Sohn des gleichnamigen Landwirts Josef Holzer († 1878). Er war Gutsbesitzer (vulgo Lampl) in Gersdorf.
Er war römisch-katholisch und seit 1875 verheiratet mit Anna Moser, mit der er fünf Söhne und drei Töchter hatte.

## Politische Funktionen
Er war von 1878 bis 1889 Abgeordneter zum Kärntner Landtag (5. und 6. Wahlperiode) und für die Wahlklasse Landgemeinden (St. Veit, Friesach, Gurk, Althofen, Eberstein) zuständig.
Er war weiters vom 4. November 1873 bis zum 22. Mai 1879 Abgeordneter des Abgeordnetenhauses im Reichsrat (V. Legislaturperiode), Kronland Kärnten, Kurie Landgemeinden 2, Regionen Sankt Veit, Friesach, Gurk, Eberstein, Althofen, Wolfsberg, St. Leonhard, St. Paul.

## Klubmitgliedschaften
Josef Holzer war Mitglied im Fortschrittsklub.